# Marpesia catulus
Marpesia catulus är en fjärilsart som beskrevs av Felder 1861. Marpesia catulus ingår i släktet Marpesia och familjen praktfjärilar. Inga underarter finns listade i Catalogue of Life.